# 马洛斯
马洛斯（法語：Malause，法語發音：[maloz]）是法国奥克西塔尼大区塔恩-加龙省的一个市镇，属于卡斯泰尔萨拉桑区。

## 地理
马洛斯（44°5'23"N, 0°58'23"E）面积11.9 平方千米，位于法国奧克西塔尼大區塔恩-加龙省，该省份为法国西南部内陆省份，北起顺时针与洛特省、阿韦龙省、塔恩省、上加龙省、热尔省和洛特-加龙省接壤。
与马洛斯接壤的市镇（或旧市镇、城区）包括：布杜、古杜维尔、梅尔勒、波姆维克、圣尼古拉-德拉格拉沃、圣樊尚莱斯皮纳斯、瓦朗斯。

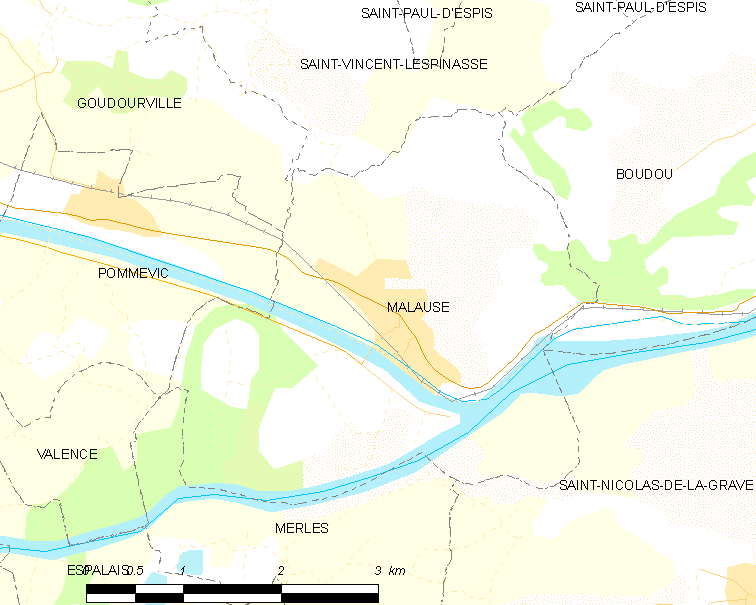
马洛斯的OSM定位图

马洛斯的时区为UTC+01:00、UTC+02:00（夏令时）。

## 行政
马洛斯的邮政编码为82200，INSEE市镇编码为82101。

## 政治
马洛斯所属的省级选区为加龙-洛马涅-布吕尤瓦县。

## 人口

1962-2008年间马洛斯人口变化图示

马洛斯于2022年1月1日时的人口数量为1245人。